# Walenty Kłyszejko
Walenty Kłyszejko, né le 19 décembre 1909, à Saint-Pétersbourg, en Russie et décédé le 20 août 1987, à Varsovie, en Pologne, est un ancien joueur et entraîneur estonien d'origine polonaise de basket-ball.
Il a également été sélectionneur de l'équipe de Pologne masculine de handball

## Palmarès
- 3e du championnat d'Europe 1939